# 프레데리케 베흐트
프레데리케 베흐트(Friederike Becht, 1986년 10월 14일 ~ )는 독일의 배우이다.

## 출연 작품
- 포 핸즈 (2017)
- 지난 여름에 생긴 일 (2015)
- 나치는 살아있다 (2014)
- 더 리더: 책 읽어주는 남자 (2008)